# Аркс
Аркс (фр. Arx) насеље је и општина у југозападној Француској у региону Аквитанија, у департману Ланд која припада префектури Мон де Марсан.
По подацима из 2011. године у општини је живело 69 становника, а густина насељености је износила 2,85 становника/km². Општина се простире на површини од 24,18 km². Налази се на средњој надморској висини од 130 метара (максималној 159 m, а минималној 90 m).

## Демографија
| 1962. | 1968. | 1975. | 1982. | 1990. | 1999. | 2011. |
| ----- | ----- | ----- | ----- | ----- | ----- | ----- |
| 176   | 144   | 118   | 85    | 88    | 57    | 69    |

График промене броја становника у току последњих година